# Viktor Piisang
Marko Meerits (10 luglio 1918 – 24 settembre 1944) è stato un calciatore estone, di ruolo centrocampista.

## Carriera

### Club
Ha giocato nella prima divisione estone.

### Nazionale
Tra il 1938 ed il 1940 ha giocato in totale 8 partite nella nazionale estone.

## Palmarès

### Club

#### Competizioni nazionali
- Campionato estone: 2

Estonia Tallinn: 1937-1938, 1938-1939